# Constantin Bulucea
Constantin Bulucea (n. 1940) este un inginer electronist american de origine română, membru de onoare al Academiei Române (din 2001). A absolvit Institutul Politehnic din Bucuresti cu specialitate in electronica in 1962 iar in 1974 a obtinut doctoratul de la aceasi institutie.. A fost directorul Institutului de Cercetare pentru Componente Electronice (I.C.C.E.) de la Baneasa si a publicat peste 50 de lucrari de specialitate. In 1987 a fost angajat de SILICONIX in California iar din 1990 de National Semiconductors.